# Campionati mondiali di biathlon estivo 2024
I Campionati mondiali di biathlon estivo 2024, 29ª edizione della manifestazione organizzata dalla International Biathlon Union, si sono svolti a Otepää, in Estonia, dal 22 al 25 agosto.

## Podi

### Uomini
| Specialità          | Oro               | Prestazione | Argento           | Prestazione | Bronzo               | Prestazione |
| Senior              |                   |             |                   |             |                      |             |
| 7.5 km super sprint | Dmytro Pidruchnyi | 19'19"5     | Artem Tyshchenko  | + 5"2       | Tomáš Mikyska        | + 7"5       |
| 7.5 km sprint       | Jakub Štvrtecký   | 18'19"1     | Émilien Claude    | + 10"2      | Thierry Langer       | + 13"3      |
| Mass start          | Rene Zahkna       | 32'28"6     | Jonáš Mareček     | + 7"9       | Andrejs Rastorgujevs | + 19"7      |
| Junior              |                   |             |                   |             |                      |             |
| 7.5 km super sprint | David Eliáš       | 19'32"8     | Matija Legović    | + 10"2      | Victor Berglund      | + 13"8      |
| 7.5 km sprint       | Vitalij Mandzyn   | 18'28"9     | Haavard Tosterud  | + 41"3      | Sivert Gerhardsen    | + 51"1      |
| Mass start          | Vitalij Mandzyn   | 26'44"8     | Sivert Gerhardsen | + 18"8      | Kasper Kalkenberg    | + 22"5      |

### Donne
| Specialità          | Oro                 | Prestazione | Argento              | Prestazione | Bronzo             | Prestazione |
| Senior              |                     |             |                      |             |                    |             |
| 7.5 km super sprint | Paulína Fialková    | 21'55"5     | Suvi Minkkinen       | + 11"5      | Lucie Charvátová   | + 20"2      |
| 6.0 km sprint       | Tereza Voborníková  | 16'48"5     | Lotte Lie            | + 0"1       | Paulína Fialková   | + 13"5      |
| Mass start          | Baiba Bendika       | 29'45"1     | Suvi Minkkinen       | + 24"2      | Tereza Voborníková | + 30"3      |
| Junior              |                     |             |                      |             |                    |             |
| 7.5 km super sprint | Lora Hristova       | 22'41"9     | Inka Hämäläinen      | + 25"9      | Ragna Fodstad      | + 27"2      |
| 6.0 km sprint       | Valentina Dimitrova | 18'03"9     | Viktoriia Khvostenko | + 0"6       | Olena Horodna      | + 18"5      |
| Mass start          | Valentina Dimitrova | 23'27"5     | Lora Hristova        | + 23"9      | Ilona Plecháčová   | + 37"4      |

## Medagliere
Paese ospitante
| Posizione | Paese      | Oro | Argento | Bronzo | Totale |
| --------- | ---------- | --- | ------- | ------ | ------ |
| 1         | Ucraina    | 3   | 2       | 1      | 6      |
| 2         | Rep. Ceca  | 3   | 1       | 4      | 8      |
| 3         | Bulgaria   | 3   | 1       | 0      | 4      |
| 4         | Lettonia   | 1   | 0       | 1      | 2      |
| 4         | Slovacchia | 1   | 0       | 1      | 2      |
| 6         | Estonia    | 1   | 0       | 0      | 1      |
| 7         | Finlandia  | 0   | 3       | 0      | 2      |
| 8         | Norvegia   | 0   | 2       | 3      | 5      |
| 9         | Belgio     | 0   | 1       | 1      | 2      |
| 10        | Croazia    | 0   | 0       | 1      | 1      |
| 10        | Francia    | 0   | 0       | 1      | 1      |
| 12        | Svezia     | 0   | 0       | 1      | 1      |
| Totale    | Totale     | 12  | 12      | 12     | 36     |